# 莉莉·艾尔伯
莉莉·艾尔伯（丹麥語：Lili Elbe，1882年12月28日—1931年9月13日）是一位丹麦跨性别女性，也是世界上有紀錄的最早接受性别重置手术者之一。
艾尔伯出生时名叫埃纳·莫恩斯·韦格纳（Einar Mogens Wegener），之后投身艺术界，成为一位小有名气的风景画家。1904年，韦格纳与画家戈尔达·戈特利布结婚，婚后有时会扮成女装，为妻子作模特兒，自称为莉莉·艾尔伯。1912年，她和妻子搬到巴黎居住，随后逐渐抛弃男性性格，开始以女人身分生活。1930年，艾尔伯到德国接受了一系列性别重置手术，切除男性生殖器官，并将卵巢移植到体内，然而这次卵巢移植却以失败告终。她在手术后修改了自己法律上的性别，结束了与妻子的婚姻，退出了绘画事业，名字也改为莉莉·伊尔莎·艾尔文斯（Lili Ilse Elvenes）。1931年，她接受了最后一次手术，将子宫移植到体内，但手术之后产生了严重的排異反應，不久便因此逝世。逝世后，她的朋友整理出版了她生前写下的回忆录，后人也以各种形式纪念她的这段经历。
她的半自傳敘述作品的英國和美國版本於她去世後的1933年以《男人變女人：性別變更的真實記錄》為題出版。一部受她生活啟發的電影《丹麦女孩》於2015年上映。根據她的生平創作的歌劇《莉莉·艾爾伯》，由托拜厄斯·皮克創作，於2023年首演。

## 出生到青少年
根據聖尼古拉教堂（St. Nicolai Church）的登記記錄，人們普遍認為韦格纳於1882年出生於丹麥瓦埃勒，母親為安妮·瑪麗·湯姆森（Ane Marie Thomsen），父親為香料商老闆莫根斯·威廉·韋格納（Mogens Wilhelm Wegener）。有關她的書中為了保護相關人物的身份而改動了一些事實，將她的出生年份有時記為1886年。然而，根據她的妻子戈尔达·戈特利布生活的相關事實，1882年的出生年份更可能是正確的，因為他們於1904年在大學時結婚，如果韦格纳出生於1886年，那時她僅18歲。有人推測韦格纳可能是間性人，但這一說法存在爭議。一些報導指出，她的腹部可能已經有初步發育的卵巢，並可能患有克氏症候群。
韦格纳是一家四個孩子中最小的一個。韦格纳从小就留着长髮，皮肤白皙，说话声音像女孩子，也经常因此被兄长嘲笑。幼年时的韦格纳曾经和“真正的男孩子”一起打架，但是在游泳课上却因为这些男孩的身体而感到不适。韦格纳的绘画能力出众，后来进入瓦埃勒技术学院（Vejle Tekniske skole）学习。1902年，韦格纳被哥本哈根的丹麦皇家艺术学院录取，成为一位风景画家。

## 婚姻和女装生活

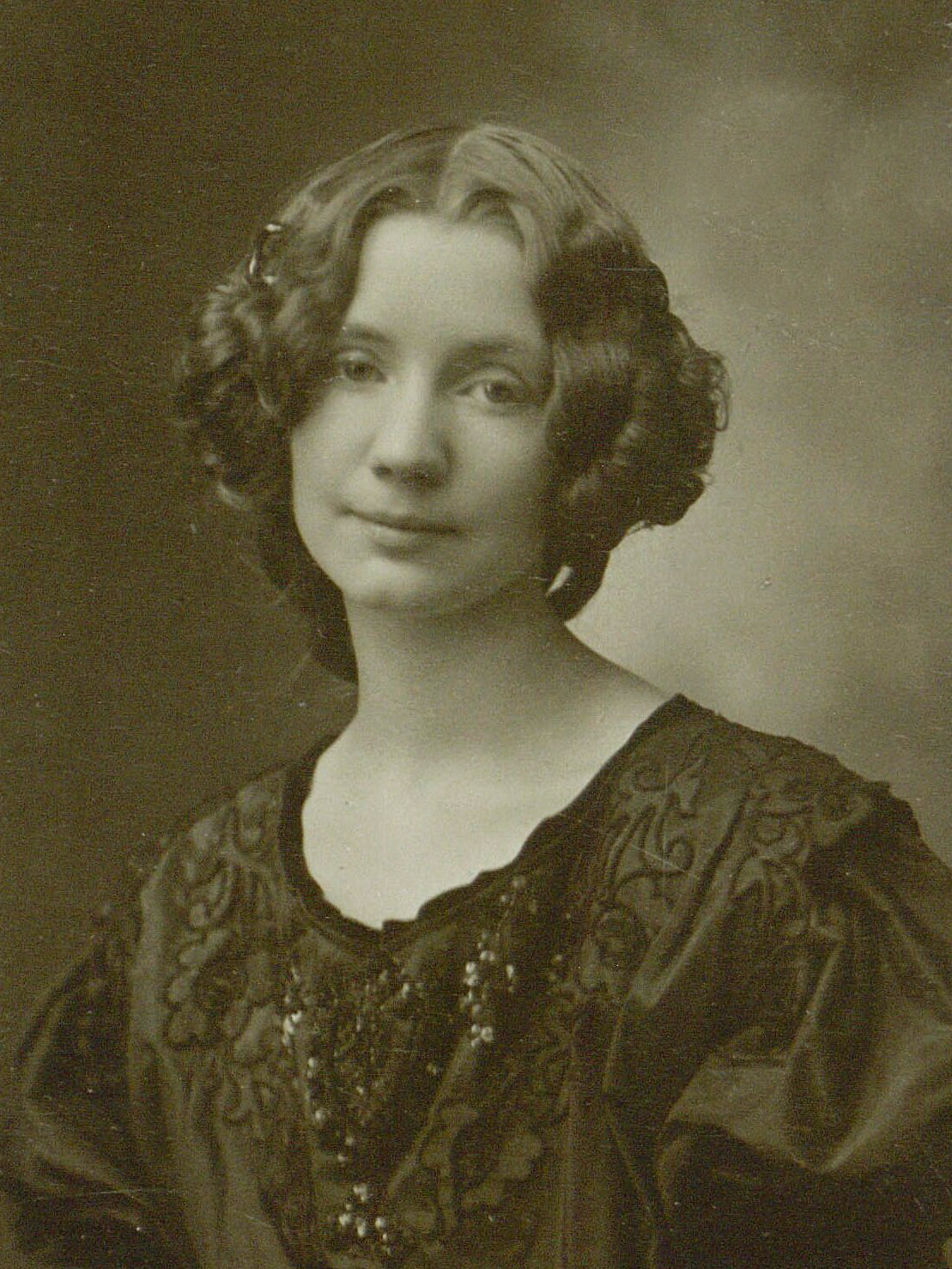
韋格納妻子，戈爾達

在皇家艺术学院学习期间，韦格纳结识了画家戈尔达·戈特利布。两人因绘画结下缘分，1904年6月8日结为夫妻，这时韦格纳22岁，戈尔达19岁。二人婚后共同游遍欧洲，韦格纳靠风景画渐渐成名，戈尔达则主攻插画创作。1907年，韦格纳获得了丹麦皇家艺术学院的诺伊豪森奖（De Neuhausenske Præmier），还参加了丹麦秋季艺术展，并在瓦埃勒艺术博物馆和巴黎汽车沙龙举办了画展。

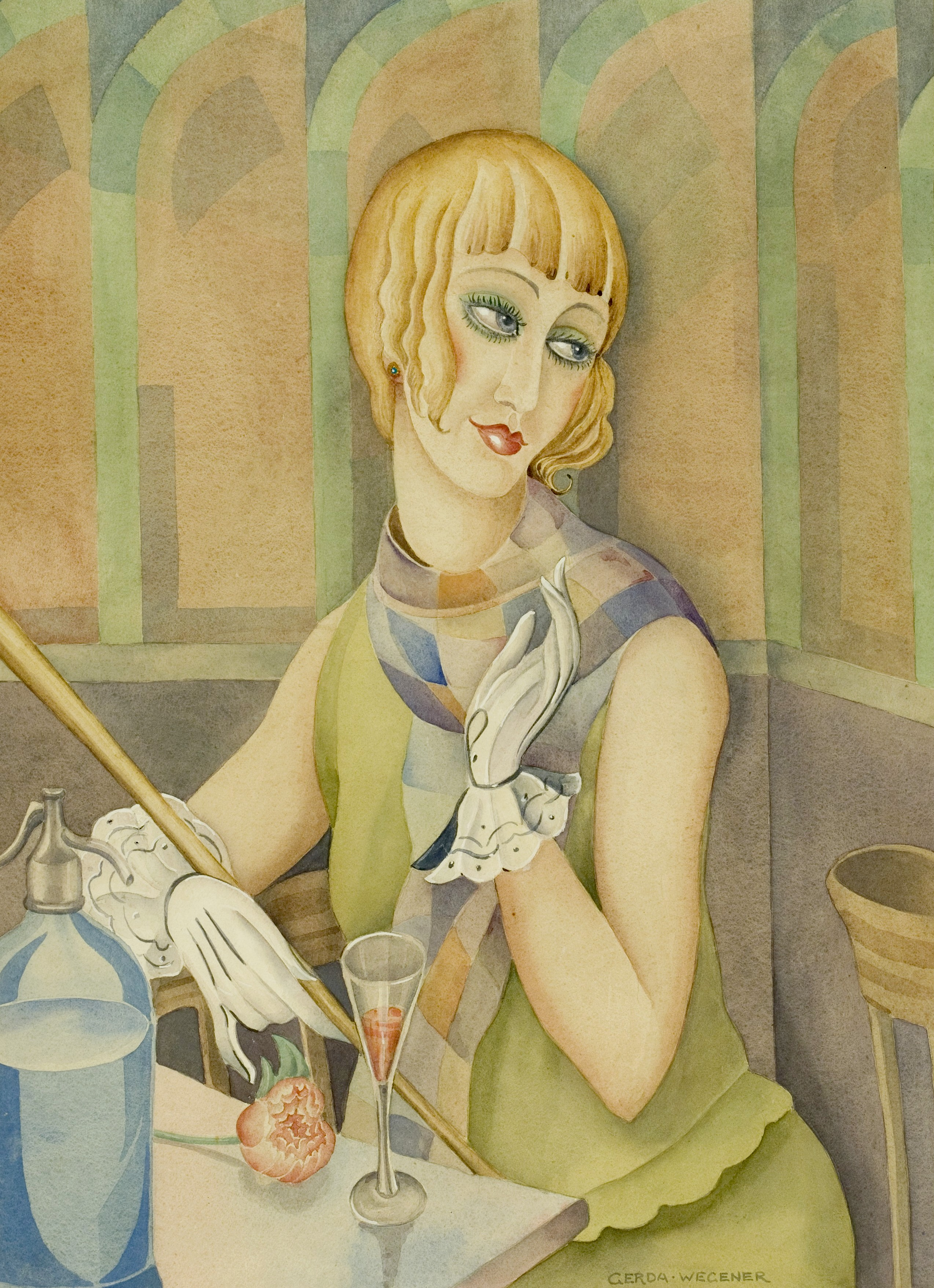
戈尔达·戈特利布创作的莉莉·艾尔伯画像

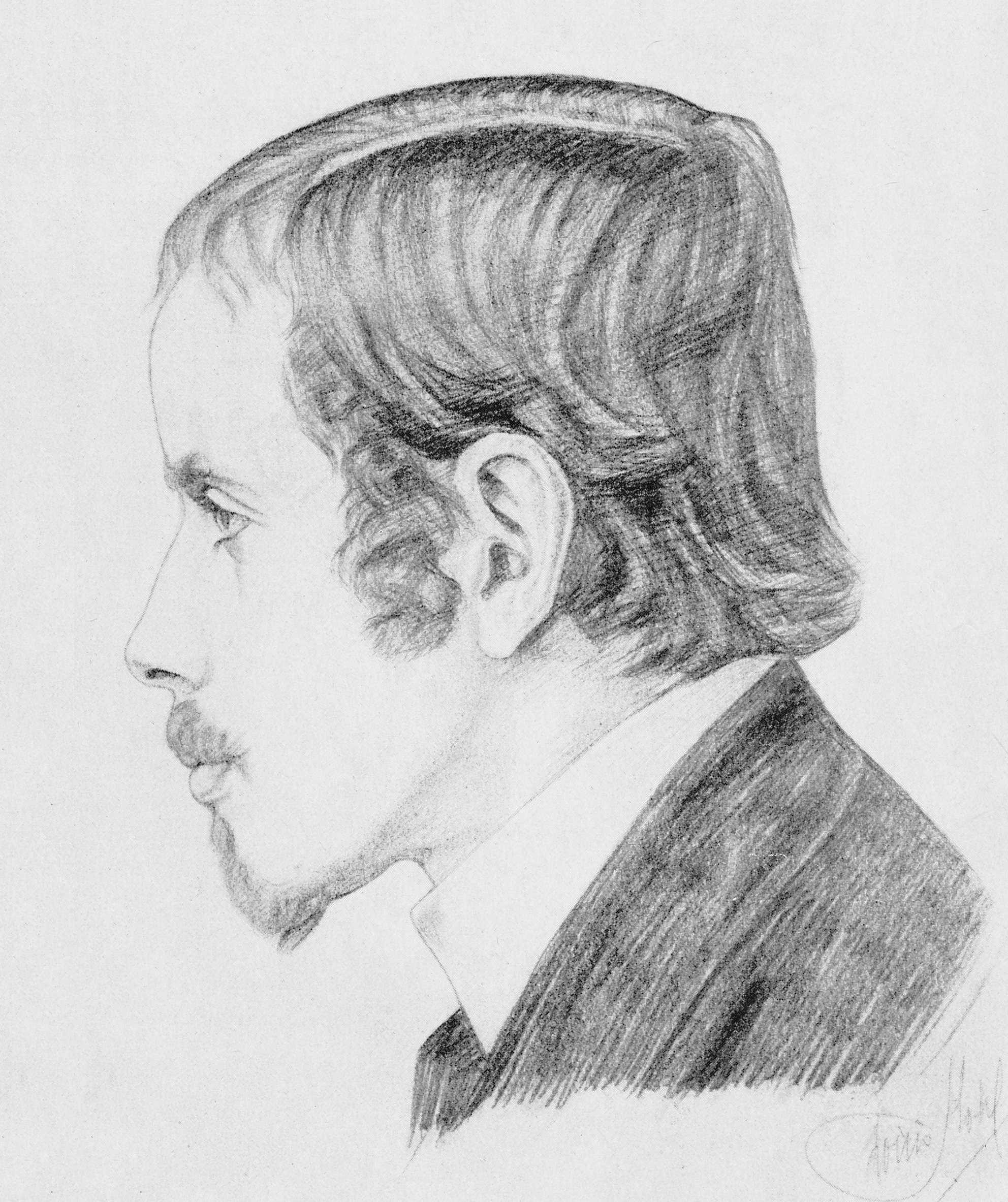
1920年左右时的埃纳·韦格纳

韦格纳25岁左右时，戈尔达作画需要的女模特爽约没能前来，于是韦格纳便穿上长筒袜、高跟鞋和女装，为妻子扮演女模特，之后每当戈尔达缺少女模特时就由韦格纳来扮演。韦格纳惊奇地发现自己穿女装时感觉非常舒适，渐渐开始表现出自己的女性人格，自称为莉莉·艾尔伯。其中，“艾尔伯”（Elbe）这一名字来自她喜爱的城市德累斯顿旁的易北河（Elbe）。戈尔达因自己画中的这位深色头发的杏眼女郎而渐渐成名，直到1913年，公众才知道这位女子正是她的丈夫。起初，韦格纳仅仅在妻子找不到女模特时才会穿上女装扮演女性，但之后扮演女性的次数却越来越频繁，时间也越来越长，甚至超过了男装的时间。此时的她已经成为妻子画作中的主要模特，也渐渐放弃了自己的绘画事业。夫妻二人游遍意大利和法国，最终在1912年搬到巴黎居住。在这里，韦格纳可以公开以莉莉·艾尔伯的女性身份露面，戈尔达也可以以女同性恋的身份生活。

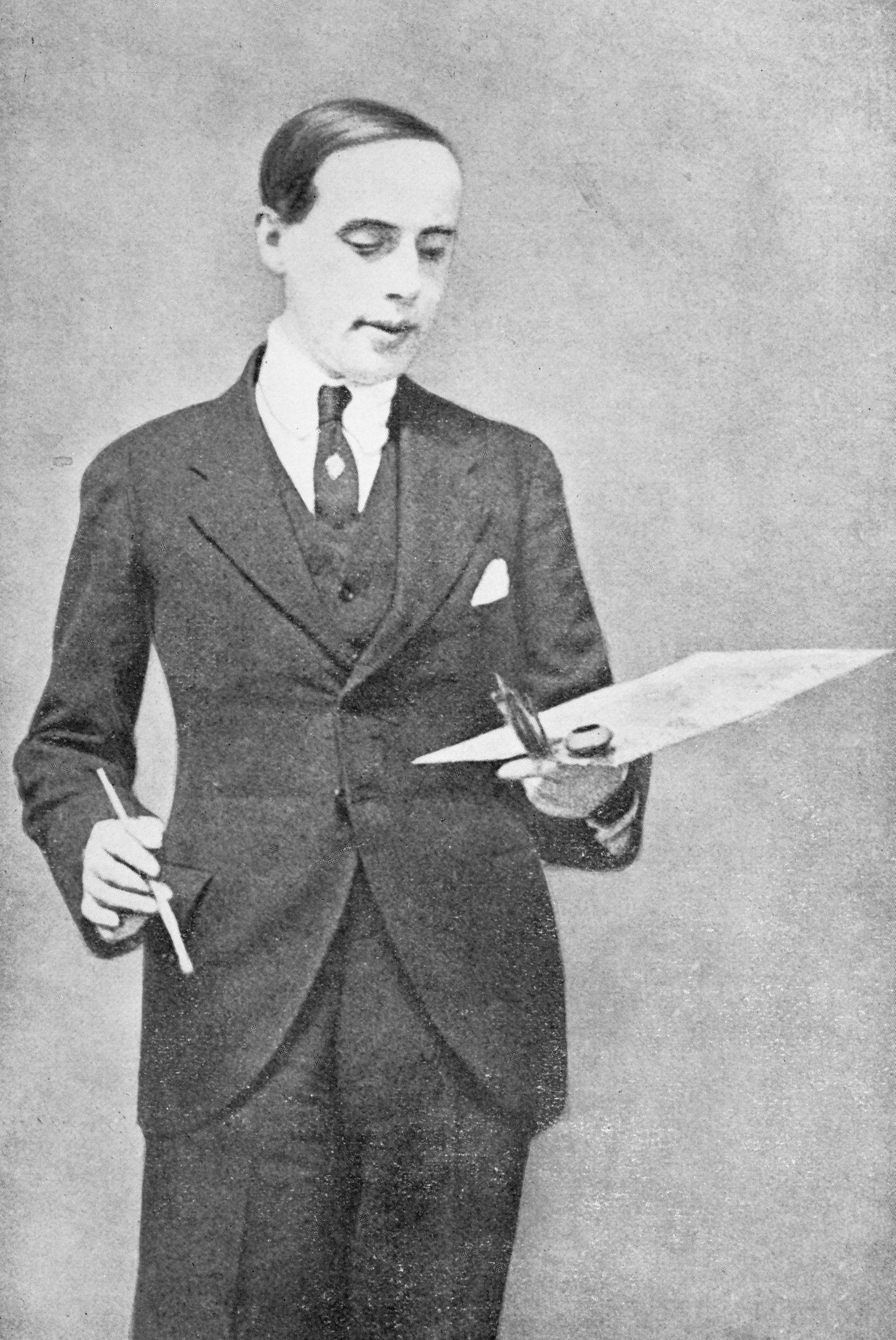
1929年时男装的埃纳·韦格纳

1920年代到1930年代间，艾尔伯开始长期以女性身份出现在巴黎的社交场合中，或者在家中招待客人。艾尔伯自称是韦格纳的姐妹，她最亲密的朋友们也渐渐了解了她的秘密身份，但她的隐秘生活仍然不为外人所知。戈尔达也鼓励艾尔伯以女性身份生活。这时，这段婚姻已经变成戈尔达、韦格纳和艾尔伯之间的尴尬三角关系。有资料显示戈尔达可能是女同性恋者，她更青睐艾尔伯的人格，对韦格纳渐渐失去兴趣。韦格纳则感觉体内的男性人格抑郁失眠，疾病缠身，甚至屡屡产生自杀的念头；艾尔伯的人格却积极而幸福，逐渐占据了整个肉体。

## 接受手术和全新生活
艾尔伯越来越难以接受自己男性的躯体，坚信自己应当是一位女性。她的妻子戈尔达在1929年也鼓励她接受手术改变性别。艾尔伯辗转丹麦、法国和德国的各家医院寻求帮助，但每个医生都诊断她是癔症或是同性恋。最终她在1930年到了德国德累斯顿的妇科诊所，通过朋友找到了医生科特·瓦内克洛斯（Kurt Warnekros）和性学专家马格努斯·赫希菲尔德。瓦内克洛斯医生很快理解了艾尔伯的内心，认为她是一位困在男性躯体内的女性。
1930年3月5日，艾尔伯在柏林接受了第一次手术，切除了睾丸和阴茎。这次手术是在赫希菲尔德的指导下完成的。之后又做了四次手术，都是由瓦内克洛斯医生在德累斯顿妇科诊所完成的。手术的资金是夫妻二人共同举办画展筹得。在第二次手术中，医生还向她体内移植了一位26岁女性的一对卵巢，但不久就产生了严重的排斥反应以及其他的并发症，最终被迫切除。赫希菲尔德记录的病历资料在1933年遭纳粹焚毁，瓦内克洛斯的诊所和资料也毁于二战中的盟军炮火。但有记载显示，医生在为艾尔伯移植卵巢时，发现她的体内已经有了一对发育不成熟的卵巢，因此可能证实她在出生时即是双性人。

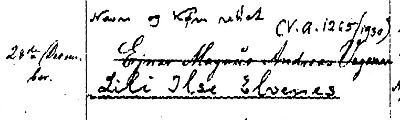
莉莉·艾尔伯的改名申请

接受手术之后，艾尔伯认为自己获得了新生。她的性格发生了巨大的变化，自己也彻底放弃了艺术事业。艾尔伯认为，自己的艺术创造力只属于之前的男性躯体。她曾经写道：“我不想成为一名艺术家，我想成为一个女人。因此我必须关掉自己生命中的艺术创造力…… 我不能继续像曾经的那个男性艺术家一样创作了。”她和戈尔达两人在1930年9月致信丹麦国王克里斯蒂安十世，请求取消这桩婚姻。丹麦国王随后认定二人的婚姻无效。艾尔伯也修改了自己法律上的身份和性别，在1930年12月9日改名为莉莉·伊尔莎·艾尔文斯（Lili Ilse Elvenes）。戈尔达在艾尔伯手术期间一直给她支持和鼓励，在离婚之后，戈尔达嫁给了一名意大利军官，搬到摩洛哥居住。艾尔伯则爱上了另一个法国画家。这位法国画家被艾尔伯称作“克劳德”（Claude，化名），熟识艾尔伯已久，也了解她的真实身份。这位“克劳德”向艾尔伯求婚，艾尔伯表示等到完成手术，变成自己心目中真正的女人之后就会和他结婚。

## 逝世

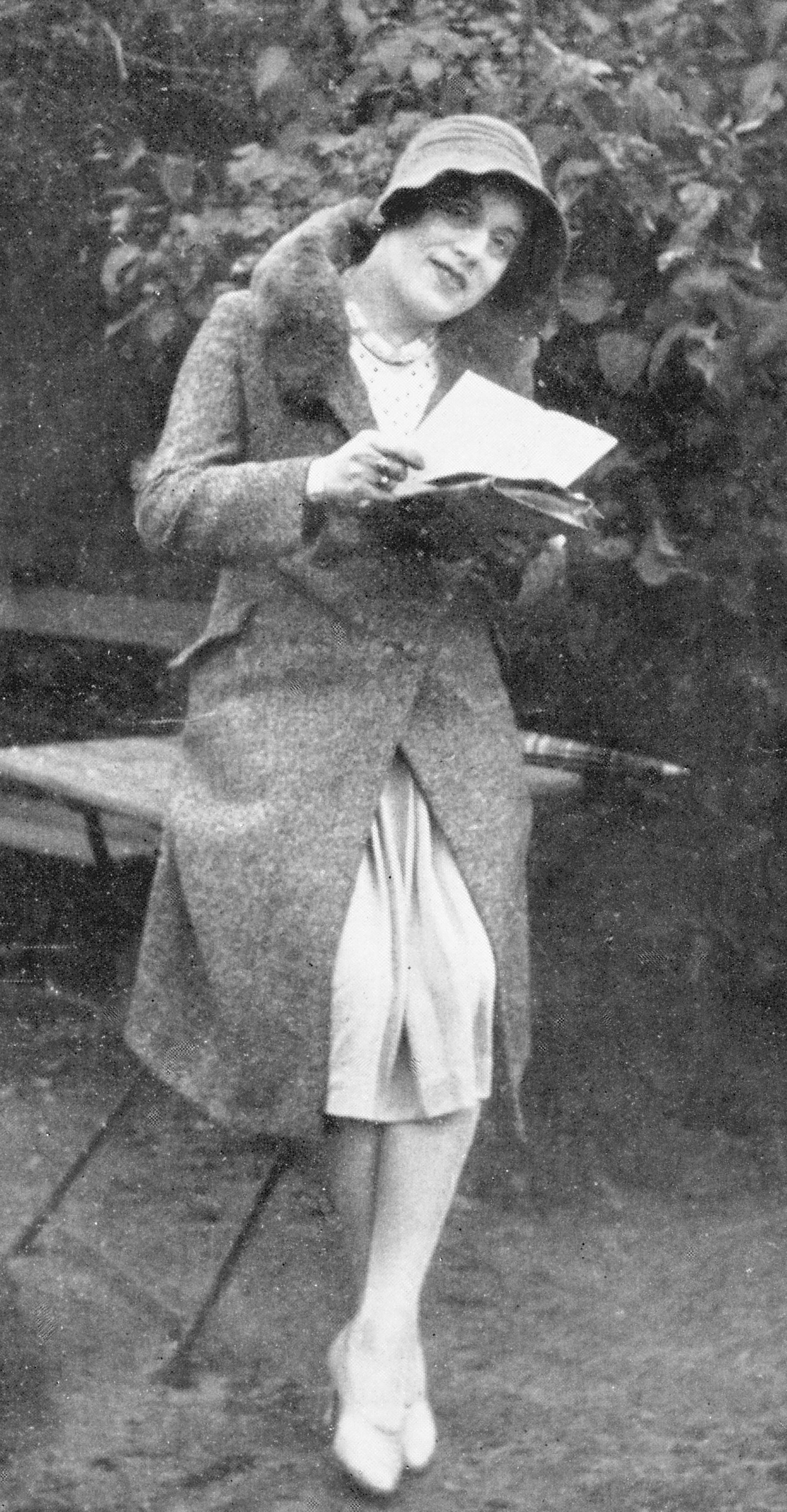
1930年时的莉莉·艾尔伯

艾尔伯希望能够变成一个“真正的女性”，生育自己的孩子，成为一个母亲。1931年，艾尔伯在德累斯顿接受了第五次，也是最后一次手术。这次手术中，医生将一个子宫移植到她的体内，希望艾尔伯能够因此获得生育能力。然而当时的医疗条件并不成熟，手术也过于激进。手术后，艾尔伯产生了严重的排斥反应，很快于1931年9月13日在德累斯顿逝世。死后也埋葬在德累斯顿三一公墓（Dresdner Trinitatisfriedhof）。她的坟墓于1960年代一度遭拆除，之后又重建恢复，于2016年4月22日对公众开放。
艾尔伯逝世后，她的朋友厄恩斯特·哈瑟恩化名为尼尔斯·霍伊尔（Niels Hoyer），收集了她的自传和回忆，编成《从男到女：莉莉·艾尔伯的告白》（Fra mand til kvinde: Lili Elbes bekendelser）一书，1931年在丹麦正式出版；随后，英文版《从男到女：第一次變性》（Man into Woman: The First Sex Change）也于1933年出版。书中介绍了艾尔伯的一生，但书中人物均改成了假名。

## 相关流行文化
2000年，美国作家大卫·埃伯肖夫根据艾尔伯的经历，写成小说《丹麥女孩》，在全球畅销。2015年，英国导演汤姆·霍伯将小说改编成为同名电影《丹麦女孩》，于2015年11月27日上映。影片中的艾尔伯原定由女演员或饰演，但最终改为由男演员饰演。
在丹麦哥本哈根每年举办的LGBT电影节“MIX哥本哈根”（MIX Copenhagen）为纪念莉莉·艾尔伯，设立了四项“莉莉奖”，分别颁发给评审团选出的最佳电影长片、最佳电影短片、最佳纪录片，以及观众选出的最受欢迎电影。

## 画作列表
- （《从松德博罗看瓦埃勒的松迪拉河风光》，1902年左右）
- （《风暴升起》，1907年，诺伊豪森奖获奖作品）
- （《瓦埃勒的》，1908年，现藏瓦埃勒艺术博物馆）
- （《在霍布罗》，1908年，现藏瓦埃勒艺术博物馆）
- （《在蒙克博格酒店的四叶草长椅看瓦埃勒风光》，1908年，现藏瓦埃勒艺术博物馆）
- （《格莱斯达伦的老水车》，1911年）
- （《佛罗伦萨老桥》，1911年）
- （《罗森堡》，1912年）
- （《客西马尼园的基督》，1917年）
- （《博让西卢瓦尔河上的桥》，1924年，现藏艺术博物馆）
- （《画家父亲的画像》，年份不明，现藏瓦埃勒艺术博物馆）
- （《戈尔达·韦格纳像》，1924年）

参考来源：